# 22566 Irazaitseva
22566 Irazaitseva è un asteroide della fascia principale. Scoperto nel 1998, presenta un'orbita caratterizzata da un semiasse maggiore pari a 2,2320535 UA e da un'eccentricità di 0,1264904, inclinata di 2,61352° rispetto all'eclittica.